# Rata Blanca VII
Rata Blanca VII è un album in studio del gruppo heavy metal argentino Rata Blanca, pubblicato nel 1997.

## Tracce
1. Madame X
2. Rey de la revolución
3. Pastel de rocas
4. La historia de un muchacho
5. La canción del sol
6. Héroes
7. Vuelo nocturno
8. La caja
9. Ella
10. Mr. Cósmico
11. Vieja Lucy
12. Viejo amigo
13. Anarquía
14. Líbranos del mal

## Formazione
- Guillermo Sanchez - basso
- Gustavo Rowek - batteria
- Javier Retamozo - tastiera
- Gabriel Marian - voce
- Sergio Berdichevsky - chitarra
- Walter Giardino - chitarra